# Pachynoa xanthochyta
Pachynoa xanthochyta là một loài bướm đêm trong họ Crambidae.